# Ādolfs Skulte
Ādolfs Petrovich Skulte (født 28. oktober 1909 i Kijev, Ukraine, død 20. marts 2000 i Riga, Letland) var en lettisk komponist og lærer. Skulte hører sammen med Janis Ivanovs til de betydeligste komponister fra Letland. Han studerede komposition og pædagogik på det lettiske musikkonservatorium (1931-1936).
Han har undervist mange af Letlands kommende generationer af komponister, bl.a. Imants Kalnins.
Han har skrevet 9 symfonier, orkesterværker, 3 operaer, sange etc.
Skulte skrev i en melodisk lyrisk impressionistisk stil fuld af optimisme og monumentale klangfarver.

## Udvalgte værker
- Symfoni nr. 1 "Om freden" (1954) - for orkester
- Symfoni nr. 2 "Komme sol" (1959) - for soloist, kor og orkester
- Symfoni nr. 3 "Kosmos" (1963) - for orkester
- Symfoni nr. 4 "I en større ungdom" (1965) - for orkester
- Symfoni nr. 5 (1974) - for orkester
- Symfoni nr. 6 (1976) - for orkester
- Symfoni nr. 7 "Beskyt naturen!" (181) -  for kor og orkester
- Symfoni nr. 8 (1984) - for orkester
- Symfoni nr. 9 (1987) - for orkester
- "Bølger" (1934) (symfonisk digt) - for orkester
- "Koreografisk digt" (1957) - for orkester
- Overture (1987) - for orkester
- "Prinsesse Gundega" (1971) - opera
- Klaversonate (1934) - for klaver
- Sonatine (1956) -  for klaver
- "Riga" (1951) (kantate) - for sang og kor
- "Der er kun en fest for os" (1961) (kantate) - for kor

## Ekstern henvisning og kilde
- Adlofs Skultes biografi Arkiveret 7. oktober 2013 hos  Wayback Machine